# Sigmophora io
Sigmophora io är en stekelart som först beskrevs av Girault 1913.  Sigmophora io ingår i släktet Sigmophora och familjen finglanssteklar. Inga underarter finns listade i Catalogue of Life.